# リップグロス

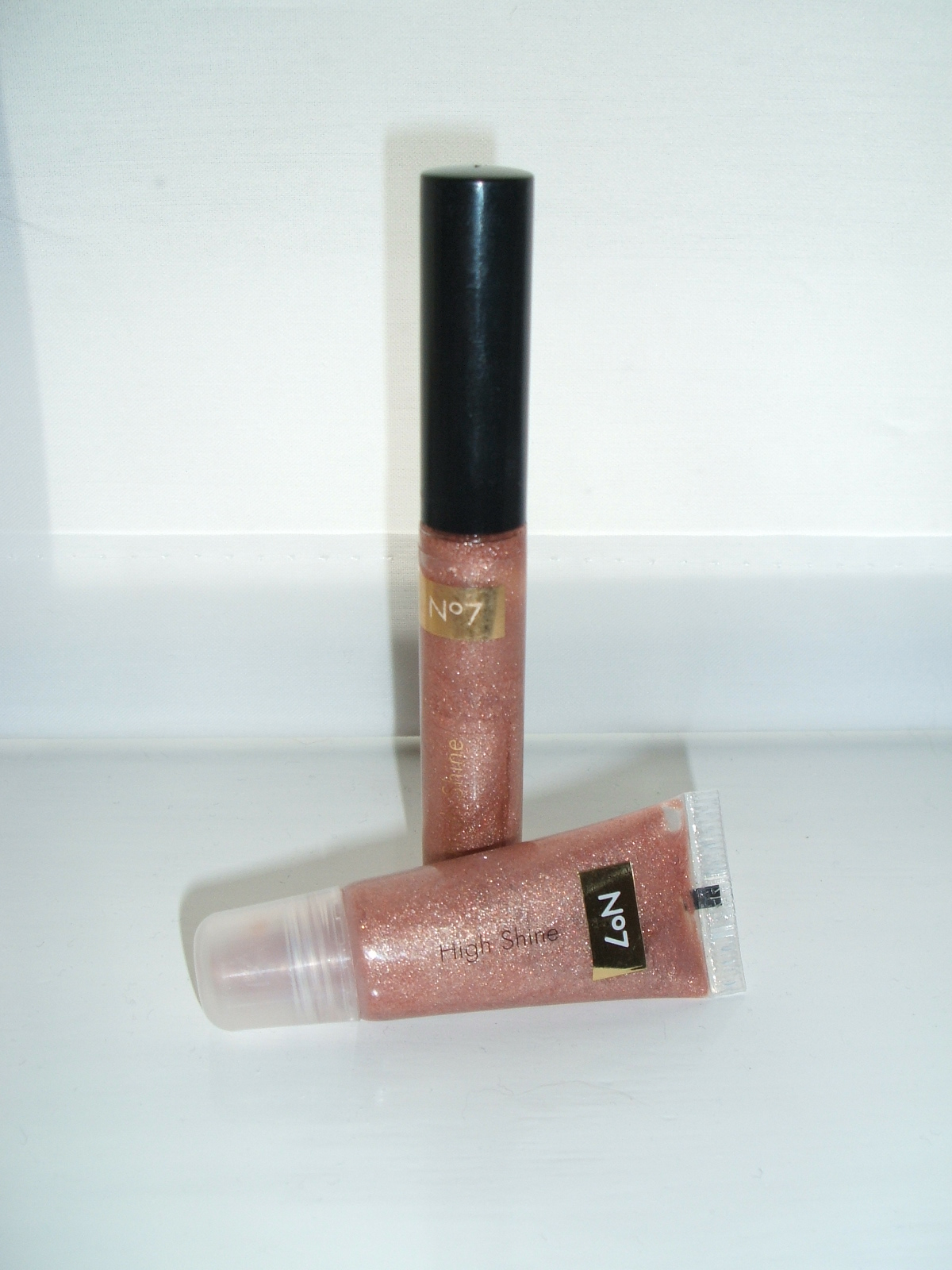
リップグロス

リップグロス (lip gloss) は、化粧品である。唇に透明感や艶を与えるために用いられる。

## 特徴
本体とブラシが別になっているものや、チューブ状のものなど、複数の種類がある。
粉分が多く、固くて発色がよい口紅に比べて、リップグロスは油分が多く、柔らかくて発色が控えめである。口紅よりも気軽に塗れるというメリットがある一方で、落ちやすかったり、髪の毛が唇に付いて離れなかったりするというデメリットがある。
香料など、刺激の強い成分が含まれているものもある。艶を出すために使われる高分子ポリマーは、唇の乾燥を促進させる原因となる。
合成着色料のタール系色素や防腐剤のパラベンは、発がん性やアレルギー、妊娠率の低下など、人体に有害であるといった指摘もあり、リップグロスを使用する際には安全面への配慮が求められている。

## 普及
『マイナビウーマン』の2014年の調査によれば、45.2%の女性がリップグロスを使用しているという。なお、女性がリップグロスを使用することについて、57%の男性は好感を抱いており、43%の男性は嫌悪感を抱いているという。